# Río Timbiquí
Der Río Timbiquí ist ein 85 km langer Zufluss des Pazifischen Ozeans im Westen von Kolumbien.

## Flusslauf
Der Flusslauf des Río Timbiquí befindet sich innerhalb des Gemeindegebiets von Timbiquí im Departamento del Cauca. Der Río Timbiquí entspringt am Nordosthang des 3860 m hohen Cerro Napi in der kolumbianischen Westkordillere auf einer Höhe von etwa 2500 m. Er fließt anfangs in nördlicher Richtung durch das Bergland. Nach etwa 25 km erreicht er das westkolumbianische Küstentiefland und wendet sich in Richtung Westnordwest. Nahe der Siedlung Santa Maria bei Flusskilometer 40 wendet sich der Río Timbiquí nach Nordwesten. Kurz darauf, bei Flusskilometer 37, passiert der Fluss die am rechten Ufer gelegene Siedlung San José. Bei Flusskilometer 32, bei der Siedlung Corteje, trifft der Río Corteje von Osten kommend auf den Río Timibiquí. 10 km oberhalb der Mündung liegt am rechten Flussufer die Kleinstadt Timbiquí. Der Río Timbiquí wendet sich auf seinen letzten Kilometern nach Westen und mündet in eine kleine Bucht an der Pazifikküste. Zuvor zweigen noch zwei Mündungsarme nach Norden ab.

## Einzugsgebiet und Hydrologie
Das Einzugsgebiet des Río Timbiquí umfasst eine Fläche von schätzungsweise 540 km². Es grenzt im Norden an das des Río Bubuey und des Río Saija, im Süden und Westen an das des Río Guapi sowie im Südosten an das des Río San Juan de Micay. Der mittlere Abfluss beträgt 147 m³/s.